# ヘレン・ブルック・タウシグ
ヘレン・ブルック・タウシグ（Helen Brooke Taussig, 1898年5月24日  - 1986年5月20日）はアメリカの小児科学・心臓病学者。
姓は「タウシッグ」、「トーシック」とも。

## 生涯
マサチューセッツ州ケンブリッジにフランク・タウシグ（Frank W. Taussig）の娘として生まれる。
当初は父が教授として在籍していたハーバード大学に入ろうとしたが、当時女性で医者を目指す人間が少なかったため断られ、ボストン大学で組織学を学んだあと、そこの解剖学教授の示唆でメリーランド州のジョンズ・ホプキンス大学医学部（女性入学を認めていた）に1923年入学。卒業後は小児科医になったが、先天性心疾患の子供たちを当時導入されたばかりのX線透視装置などを使って観察しているうちにファロー四徴症などのブルーベビー症候群（Blue baby syndrome）と呼ばれるチアノーゼを起こす子供のうち、動脈管開存症を合併する子供は症状がいくらか軽く、動脈管が閉じるとチアノーゼが悪化することに気が付いた。
これらにより彼女は「人工的に動脈管のような大動脈と肺動脈のバイパス菅を適当な太さでつければファロー四徴症の子供の肺血流が適正な範囲になり、ブルーベビー症候群の子供たちのチアノーゼを軽くできるのではないか？」と考えた。しかし自分ではできないため（彼女は小児科医で外科手術は専門外だった）、まずは動脈管開存症の手術を世界で初めて行ったボストンの外科医ロバート・グロスにバイパス血管接続手術ができないかどうか頼んだ。しかし彼が「私には塞ぐことはできても新しく作ることはできないし、したくない」と断ったため、次に動脈管開存症の手術経験のある別の外科医アルフレッド・ブレイロク（Alfred B. Blalock）（姓はブレイロク、ブレロックとも）にこれを持ちかけた。するとブレイロクはこれに興味を示し、助手のヴィヴィアン・トーマス（Vivien Thomas）に犬を使って心臓の動脈にバイパス血管をつけられるか、付けてチアノーゼ改善ができるかどうかの実験を行わせた。そのデータをもとに鎖骨下動脈を肺動脈に吻合するブレロック‐タウシッグ短絡路手術（Blalock-Taussig shunt）を編み出し、1944年11月29日に当時生後11か月だったファロー四徴症の女児アイリーン・サクソンの手術を行い成功し、その後1950年末までに1037人がこの手術を受け、1963年にタウシッグが調べたところ連絡が取れた799人のうち685人が術後2か月以上、441人が術後15年以上生存していた。
その後、彼女は1947年に『心臓の先天的奇形』という本を執筆した他、1962年にはサリドマイド服用後の妊婦からの奇形児出産の報を聞いてドイツで調査を行い、アメリカの議会や医学界で危険性を訴えた。こうした問題とも絡む人工流産の支持をし、65歳まで小児科医として活動を続けて引退後は心臓の進化しについて研究し「脊椎動物における心臓の進化を理解することは人間の心臓の生涯を理解するのに役立つ」と「どの動物がいかなる先天性の奇形を発症しうるのかを理解すれば、特定の奇形が遺伝的なものであるのか否かが、また、遺伝的な物なら進化のどの段階で生じるのかわかるはず」という説を唱えた。哺乳類と同じ二心房二心室だが進化の流れが違う鳥の心臓で心奇形発生の研究を行い論文を書き続けたが、発表しないまま1986年5月21日に自動車事故で死亡。88歳の誕生日の3日前だった（なお、前述の論文は友人の手で発表された）

## 受賞歴
- 1948年 パサノ賞
- 1954年 アルバート・ラスカー臨床医学研究賞
- 1959年 ガードナー国際賞
- 1986年 ベンジャミン・フランクリン・メダル
- 1987年 ジョージ・M・コーバー・メダル